# Blue Ridge (Georgia)
Blue Ridge város az USA Georgia államában, Fannin megyében, melynek megyeszékhelye is. Lakosainak száma 1253 fő (2020. április 1.).

## Népesség
A település népességének változása:

| 2010 | 1 290 |
| 2020 | 1 253 |